# Comité d'action lycéen
Pour les articles homonymes, voir CAL.
Les premiers comités d'action lycéens (CAL), qui apparaissent fin 1967 et joueront un rôle essentiel en mai 1968, sont directement issus de la forte mobilisation dans les lycées pour lutter contre la guerre du Viêt Nam, dans le sillage du Comité Vietnam national et autour de personnalités qui ont combattu quelques années plus tôt pendant la guerre d'Algérie.
En mai 68, la France compte près de 400 CAL dans les lycées occupés et leur coordination nationale parisienne crée le journal Barricades le 1er juin 1968.
Après une scission qui donne naissance à l'UNCAL, les comités d'action lycéens dépérissent. Ils renaîtront sous diverses formes, sous la forme de coordinations à l'occasion des mobilisations de 1986 contre la loi Devaquet, en 1990 pour obtenir plus de moyens financiers pour l'éducation, en 1998 contre Claude Allègre, en 2005 contre la loi Fillon, et plus récemment en 2016 contre la loi El-Khomri.

## Histoire

### Contexte
Le mouvement contre la Guerre du Vietnam déclenche des heurts avec l'extrême droite au Quartier latin, et des manifestations populaires dans la jeunesse des lycées du Quartier latin, en préparation desquelles l'extrême-gauche recrute des lycéens, parmi lesquels, un grand nombre de fils de résistants. Après Mai 68, la violence va continuer pendant deux ans dans ces lycées.

### Congrès MJCF de mars 1966, puis comités Vietnam de la rentrée
En mars 1966, plusieurs cercles lycéens du Mouvement jeunes communistes, à Colbert, Lavoisier, Carnot, Voltaire, Decour, Louis-le-Grand, Condorcet, Charlemagne, Henri-IV, Turgot deviennent des « oppositionnels », car ils mènent campagne pour la mixité des cercles et pour une autre presse, « l’éducation théorique »,. Lors du congrès du MJCF en 1966, un petit groupe mené par Maurice Najman critique sévèrement la non-mixité.
Puis à la rentrée 1966, Maurice Najman fonde avec Michel Recanati l'esquisse du premier comité Vietnam lycéen (CVL) au lycée Jacques Decour. Les lycées Turgot et Henri-IV suivent immédiatement,,.
Le Comité Vietnam Lycéen était particulièrement implanté au lycée Henri-IV et fut le point de départ du comité d'action lycéen. Parmi ses militants, le futur journaliste de Libération, Nicolas Baby, ou encore le futur ambassadeur et époux de Marisol Touraine, Michel Reveyrand-de Menthon.
Au cours de cet hiver 1966-1967, quatre futurs leaders de Mai 68 créent ainsi les premiers comités Vietnam lycéens, Joël Grynbaum au lycée Turgot, Nicolas Baby au lycée Henri-IV, Maurice Najman et Michel Recanati au lycée Jacques Decour. Ces comités de septembre 1966 aux lycées Decour, Turgot et Henri-IV préfigurent les comités Vietnam lycéens (CVL) officiellement fondés en décembre, dont le succès inquiète le PCF qui exclut ses militants, lorsqu'ils en sont membres, des JC en décembre 1966.
Puis, Maurice Najman et quelques amis appartenant aux établissements Jacques Decour et Turgot créent des « Comités d'information et d'action pour le soutien à la lutte du peuple vietnamien », à Decour, Turgot, Henri-IV. Ils sont exclus du MJCF et rejoignent alors le Comité Vietnam national (CVN) fondé en septembre 1966 par le mathématicien Laurent Schwartz.

### Hiver 1966-1967
En 1966/1967, une classe de mathématiques supérieures au lycée Condorcet, après l’envoi au service militaire d’un de leurs professeurs, envoie une lettre au Monde et sort un tract. Une manifestation réunit 300 élèves, le professeur fut libéré de ses obligations militaires. Quelque temps plus tard, un tract dénonçant les sanctions menaçant des élèves aux cheveux trop longs lance le mot d’ordre : « non au lycée-caserne ».
Le 28 février 1967 est organisé un meeting de plusieurs centaines de lycéens au Cinéma Monge autour de Jacques Decornoy, Léo Matarasso, avocat d'Henri Alleg, Jean-Pierre Vigier, secrétaire général du Tribunal Russell, revenu du Nord-Vietnam pour témoigner sur les crimes de guerre américains, Claude Roy, le chanteur Marcel Mouloudji et le grand reporter Roger Pic, militant PCF, qui projette son film Malgré l'escalade, tourné au Vietnam.
Le meeting Monge s'avère un grand succès : au cours des mois suivants des comités naissent dans une vingtaine de lycées parisiens et quelques-uns apparaissent même dans les banlieues riches (Neuilly, Saint- Germain-en-Laye).
Le 7 avril 1967, Nicolas Baby, alors âgé de 16 ans, est accusé d'avoir brûlé un drapeau américain arraché à la cathédrale américaine de Paris pour protester contre la guerre au Vietnam à l'occasion de la visite du vice-président américain Hubert Humphrey à Paris. La photographie de presse l'identifiant a été diffusée dans le monde entier. Il est sanctionné par une exclusion temporaire du lycée Henri-IV, mais cette décision est ensuite reportée face à la menace d'une manifestation d'ampleur.

### Mobilisations de l'automne 1967
Dès la rentrée 1967, des mobilisations contre « les lycées-casernes » et pour la « liberté d'expression » sont animées par de jeunes « pablistes » dissidents des Jeunesses communistes et des militants protestants de l'Alliance des équipes unionistes, qui comme la Jeunesse étudiante chrétienne (JEC) et l'Union des étudiants communistes (UEC) a subi une reprise en main en 1965, l'équipe de rédaction du journal des étudiants protestants Le Semeur, étant désavouée par les dirigeants plus âgés.
Environ 35 000 personnes participent à la journée unitaire du 21 octobre 1967 contre la guerre du Viêt Nam, dont de nombreux lycéens, alors que le Mouvement de la paix, proche du Parti communiste français avait refusé en mai 1967 de les rencontrer pour organiser en commun une série de manifestations contre « l'escalade » au Vietnam.
Entre-temps, le 16 octobre 1967, la chanteuse pacifiste Joan Baez est mise en prison aux États-Unis, avec sa mère activiste elle aussi, à Santa Rita (Californie), pour avoir apporté leur soutien aux objecteurs de conscience. Les Jeunesses communistes organisent des pétitions pour sa libération dans les lycées contestées par l'administration , ce qui débouche par exemple le 13 novembre 1967 sur l'interdiction de toute activité politique au sein du lycée Romain-Rolland d'Argenteuil, décision très contestée par les jeunes.
Le 9 novembre 1967, un tract commun de l'UNEF et de divers syndicats de la FEN (enseignement supérieur et secondaire, bibliothèques, administrations universitaires...) lance une manifestation de plusieurs milliers de personnes pour le jour de la rentrée solennelle de l'université: étudiants et lycéens se mobilisent contre la réforme Fouchet des universités et contre les ordonnances sur la Sécurité sociale. Le 26 novembre 1967, c'est une manifestation nationale de la Jeunesse communiste, patronnée par Jean Ferrat, militant pour la campagne « Un bateau pour le Viet-Nam ».
Le mouvement se poursuit et le 13 décembre 1967, dans plusieurs lycées parisiens où existent des « Comités Vietnam Lycéens » (CVL), des militants arrivent à entraîner dans la grève des étudiants en terminale qui participent aux cortèges de l'UNEF ainsi qu'aux manifestations intersyndicales. Certains lycées parisiens sont en grève le 13 décembre, jour de l'appel de l'UNEF.
À la mi-décembre, il ne s'agit plus seulement du Vietnam mais de leur participation, en tant que comités lycéens, au Mouvement de 1967 contre les ordonnances sur la sécurité sociale, aux côtés de l'UNEF et à sa manifestation du 13 décembre 1967, avec notamment un meeting commun de la CGT et de la CFDT et une demi-douzaine de lycées ont déclenché une grève de solidarit. Les principales manifestations en province ont eu lieu à Lyon (8 000), Le Mans, Lille (3 000 à 5 000), Saint-Étienne (2 500), Bordeaux, Grenoble, Rouen (2 000) ou encore Marseille, Le Havre, Dijon, Toulon (1 000 à 1 500). À Paris, Michel Perraud, président de l'UNEF et des représentants de la FEN ont pris la parole sur l'estrade de fortune. Lorsque des politiques comme Waldeck Rochet, Jacques Duclos et Claude Estier veulent y monter, ils décident finalement de s'abstenir à la suite de protestations attribuées à des militants CFDT. L'UNEF se bat au même moment contre la réforme Fouchet des universités et les règlements des résidences universitaires, accusés de freiner la démocratisation des universités.
C’est au lycée Jacques-Decour qu'est créé, le 15 décembre 1967, le premier comité d'action lycéen, lors d'un meeting rassemblant entre 100 et 120 lycéens. Maurice Najman y prend une part très active,. Un bulletin est édité dont la fonction est dans le titre : Liaisons. Le thème le plus mobilisateur, au-delà des questions pédagogiques et du problème de la sélection, est d’abord la lutte pour la « liberté d’expression ».
Maurice Najman fait la rencontre de Véronique Kantor, future femme de Coluche, qui milite elle au comité du Lycée Rodin, actif dans la réflexion sur la culture: il veut introduire la danse dans l’enseignement de la musique, car « l’expression corporelle […] a été jusqu’à présent une discipline totalement inconnue, et qui serait extrêmement bénéfique pour le développement et la personnalité de l’élève ».
Le 13 décembre 1967, les élèves de sept lycées parisiens avaient voté une grève contre la réforme Fouchet des universités, mais le proviseur du lycée Rodin à Paris devient célèbre car il déclare que ce vote est sans valeur, qu'il ne le reconnait pas parce que, selon lui, les lycéens, en tant que mineurs, n'avaient pas la possibilité d'effectuer ce type de consultation,.

### Début 1968
Le Parti communiste français (PCF) rejoint le mouvement rebelle et fonde en janvier 1968 un Comité national d'action (CNA).
Au Lycée Condorcet, une grève a lieu le 11 janvier pour protester la décision de la direction de faire rattraper deux jours de classe non-travaillés du 21 et 22 décembre. En 1968, plusieurs journaux parmi lesquels Le Figaro se sont indignés de voir des très jeunes gens dans la rue et dès le 13 décembre 1967, plusieurs lycées avaient fait grève avec l'UNEF et les syndicats de salariés contre la réforme de la sécurité sociale. Au ministère de l'Éducation nationale on transmet des consignes de sévérité aux proviseurs.
Romain Goupil est convoqué le 22 janvier par le conseil de discipline du lycée Condorcet, pour avoir « organisé avec ses camarades » une action de protestation. Cette convocation parvient aux oreilles des Comités d'action lycéens fondés le 13 décembre au Lycée Jacques-Decour, qui ont des représentants au Lycée Condorcet, selon un article de Claude Gambiez, dans Le Figaro du 20 janvier 1968, qui écrit « Un groupe d'élèves parisiens qui essaie depuis quelques mois de créer un syndicalisme lycéen publie un communiqué dans lequel il proteste contre cette exclusion» et appelle à manifester le samedi 20 janvier 1968 ». Au cours de cette manifestation, un représentant de l'UNEF est présent aussi, les 400 lycéens se heurtent à la police rue de Provence, quelques-uns sont conduits au poste. Selon Le Figaro du 29 janvier, une seconde manifestation s'est terminée par des jets de projectile.
Le film de Romain Goupil, Mourir à trente ans, contient plusieurs séquences consacrées aux Comités d'action lycéens, en particulier la réunion du 26 février 1968 à la Salle Lancry ainsi que son interview par la romancière Marguerite Duras, qui vient de tourner son premier film La Musica, coréalisé avec Paul Seban, et effectue la dixième de ses séquences dans l’émission de télévision Dim Dam Dom de Daisy de Galard, sur la deuxième chaîne de l’ORTF. La tribune du jour s'appelle Les lycéens ont la parole. Le montage le montre en studio avec Marguerite Duras puis dans une réunion au Lycée Voltaire, où il a retrouvé une autre classe de seconde : des lycées s'expriment debout, groupés devant plusieurs tables en plusieurs lieux de la salle, parmi lesquels Maurice Najman. On lui demande de raconter son expulsion du Lycée Condorcet puis sa réintégration au Lycée Voltaire. En studio, Marguerite Duras le questionne plusieurs fois sur son jeune âge, seize ans, et ses motivations. Il répond en évoquant la grève du 13 décembre 1967, premier mouvement lycéen, en solidarité avec les travailleurs en grève.

### Grève du 26 février 1968 et meeting Salle Lancry
Le 26 février 1968, les CAL participent à la grève appelée par la Fédération de l'Éducation nationale (FEN) sous les mots d’ordre « Liberté d’expression » et « Non à la sélection ». Un grand nombre de lycées sont bloqués, avec des piquets de 50 à 80 lycéens, y compris des lycées de filles, jusqu'au lycée La Fontaine dans le 16e arrondissement de Paris. Dans l'après-midi du 26 février 1968, après une manifestation, des centaines de lycéens se rassemblent dans la Salle Lancry, située 10 rue de Lancry, où prennent notamment la parole un représentant de l'UNEF et un militant de l'Union socialiste allemande des étudiants (SDS).
Plus tard, les CVL se dotent formellement d'un collectif de direction animé par Maurice Najman, Bernard Schalscha, Maurice Ronai, Romain Goupil, Pierre Savignat, Michel Recanati, Jean-Louis Weissberg, Nicolas Baby et Catherine Ravelli.

### Mai 68

#### La mobilisation
L’assemblée générale des CAL réunie le 5 mai appelle à la mobilisation générale et à la manifestation du 10 mai. Durant toute la semaine, la mobilisation lycéenne va crescendo. Lundi 6 mai, par exemple dans le centre de Paris, des cortèges de lycéens se forment à partir d’un lycée et grossissent en passant d’établissement en établissement.
À la veille de mai 1968, il y a une cinquantaine de CAL, dont une trentaine en Province.
Le 13 mai, première journée de grève générale à l’appel de tous les syndicats, la mobilisation est très forte dans les lycées de la banlieue parisienne : la grève fut à peu près totale à Romain-Rolland, l'un des trois lycées d'Argenteuil, mais de très nombreux lycéens (et professeurs) étaient présents dans les locaux. Le matin, des manifestations parties des trois lycées d’Argenteuil et divers cortèges venus de l'hôpital, des usines, et des lycées convergent vers la mairie où se tient un meeting.
Près de 400 lycées sont occupés en mai et juin. Des commissions se mettent en place dans les établissements pour organiser l’occupation, débattre de la « condition lycéenne », critiquer la pédagogie et proposer une nouvelle organisation de l’enseignement. Le premier congrès des CAL (19 et 20 juin 1968 à la Sorbonne) débouche sur une scission : les Jeunes communistes créent l’UNCAL, qui affiche une vocation plus nettement syndicale.

#### La manifestation du 10 mai et la conférence de presse du lendemain
Au cours de la soirée du 10 mai, la mobilisation des lycéens, absents des manifestations précédentes, augmente rapidement le vendredi 10 mai et revient à tripler l'importance de celle des étudiants le premier jour d'affrontements, complètement imprévus, avec la police devant la Sorbonne le 3 mai. La jonction des lycéens avec les étudiants s'opère vers 18 h 30 et un cortège de 10 000 manifestants se forme puis scande « à l'ORTF ! » pour protester contre la couverture média, à une période du mouvement où la grève des journalistes et techniciens de l'ORTF n'a pas encore commencée, mais apprend que la rive droite est bloquée par CRS pour protéger les Champs-Élysées.
Le vice-recteur Claude Chalin n'a pas d'instruction de la part du gouvernement, d'autant que Georges Pompidou, son supérieur le plus élevé est alors encore en Afghanistan. Il tente un dialogue avec Alain Geismar en direct à la radio, sur RTL: le recteur se dit prêt à le rencontrer. Dans la voiture de RTL, Geismar répond que l'amnistie des nombreux étudiants encore incarcérés selon lui constitue la condition préalable à tout dialogue. Jacques Sauvageot, vice-président de l'UNEF dit la même chose au même moment sur les ondes d'Europe 1. Sur RTL, le rédacteur en chef, Jean-Pierre Farkas doit interrompre Geismar, car il sait déjà qu'il sera accusé d'avoir servi de relais à l'information des manifestants durant la soirée: « RTL doit reprendre ses responsabilités » et « nous ne sommes pas des négociateurs », dit-il.
À 22 h 5, c'est le recteur qui propose à son tour de recevoir les représentants des étudiants. L'information est répétée à minuit en précisant que Jean Roche a été en contact téléphonique avec le ministre de l'éducation. Daniel Cohn-Bendit passe les barrages de CRS et se retrouve dans le bureau, pour l'avertir selon lui du danger si la police ne se retire pas. Le recteur ne fait que répéter les propositions précédentes : rouvrir la Sorbonne et « examiner avec bienveillance » les situations des personnes arrêtées. Cohn-Bendit sort de son bureau vers 2 heures 30 du matin. Comme il est le seul à avoir rencontré le recteur, il exige d'être présent à la conférence de presse donnée dès le lendemain samedi midi par Jacques Sauvageot et Alain Geismar où les médias demandent aussi un représentant des CAL. Il s'agit d'effectuer une « Mise au point des organisateurs de la manifestation » pour démentir les propos des ministères de l'Intérieur et de l'Éducation. Mais Le Monde ne cite pas Cohn-Bendit. C'est Sauvageot qui d'abord parle pour dénoncer un assaut policier « sans préavis et sans les sommations habituelles », des grenades contenant un gaz dangereux « interdit par la Ligue des droits de l'homme », des barricades « incendiées par la police » et enfin une « ratonnade, plus rapide et plus brutale que celle qui avait eu lieu à la faculté d'Alger » des années plus tôt. Alain Geismar de son côté ridiculise « l'accusation de non-respect de l'ordre de dispersion » car à 3 heures du matin « le quartier Latin était transformé en une véritable souricière ». Jacques Sauvageot (UNEF) et Alain Geismar (SNESup) sont les héros du jour : non seulement ils ont animé la soirée par un dialogue très ferme avec le recteur, en direct sur les ondes des deux grandes radios qui ont couvert l'événement sur le terrain, évitant peut-être le pire et sans céder mais on vient d'apprendre dans la matinée que les journalistes de l'ORTF se rebellent pour la première fois, et dénoncent la censure de l'émission Panorama, dans laquelle Jacques Sauvageot et Alain Geismar avaient réussi à se faire interviewer, sachant qu'ils ont pu aussi parler aux reporters d'une autre émission télé Zoom, qui est déjà annoncée et programmée. L'ORTF réagit rapidement : elle reprogramme pour le soir même l'émission Panorama censurée et annonce un débat en direct, dans cinq jours, qui réunira trois journalistes de presse écrite, face à Jacques Sauvageot et Alain Geismar ainsi qu'un troisième représentant des insurgés qui s'avérera être Daniel Cohn-Bendit.

### Rentrée de septembre 1968 et publication aux éditions du Seuil
Outre Maurice Najman, on peut relever les noms de Joël Grynbaum, Michel Recanati, Nicolas Baby, Bernard Schalscha, Maurice Ronai, Marc Coutty, Antoine Valabregue, Patrick Fillioud, Romain Goupil, qui en firent partie. La rentrée 1968 voit une deuxième phase d'extension des CAL, avec le lancement d’une plateforme de revendications (refusant notamment le port de la blouse).
En septembre 68, le bureau national des Comité d'Action Lycéens (CAL) publie aux Éditions du Seuil, sous le titre Les Lycéens gardent la parole, une synthèse de 250 cahiers de revendications, éditée par une équipe réunissant Jean-Pierre Bidegain, Isabelle Bidegain, Patrick Fillioud, Patrick Favrel-Lecomte, François Lentin, Michel Recanati, et Hélène Viard.
Le livre comporte 6 pages de critique de l’enseignement, 58 pages de propositions pédagogiques (nouvelles structures, organisation des études, disciplines enseignées), 14 pages consacrées à l’enseignement technique, autant sur le contrôle des connaissances, à nouveau 14 pages pour de « nouveaux rapports sociaux au lycée », 20 pages enfin plus « politiques » sur l’ouverture au monde extérieur et la liberté d’expression. Ainsi, alors même que le bureau des CAL, se situe à l’extrême-gauche, ce qui prédomine dans cette synthèse n’est pas un discours révolutionnaire, mais les critiques et les propositions de réforme. Son contenu est ainsi très loin de l’image mythique du lycéen « soixante-huitard » ultra-politisé et désintéressé des revendications immédiates et quotidiennes. Maurice Ronai et Nicolas baby, pour leur part, retracent l'histoire du mouvement dans un numéro spécial de la revue Partisans consacrée au mouvement des lycéens.

### Congrès des CAL à l'automne 1968
Le congrès de l’automne 1968, qui représente 150 CAL, voit l'opposition entre ceux qui préfèrent une orientation de type plutôt syndicale, pour rester unis, et ceux de la JCR, habitués aux jeux d'appareils du PCF (dont la JCR est une scission, datant du printemps 1966, seulement deux ans plus tôt), et ceux qui proposent d’abord un « mouvement politique de masse » et estiment qu’un mouvement lycéen indépendant ne peut durer. Les seconds ont mieux préparé le congrès et sont majoritaires : ils jugent le mouvement de comités d'action lycéen inutile et non viable et lui coupent les vivres. Pour eux, il faut tout concentrer sur les JCR, dissoutes mais qui reforment la Ligue communiste, fondée en avril 1969 et s'investir dans la candidature d'Alain Krivine à la présidentielle de 1969.

### Conférence nationale d'avril 1969 et blocage financier du journalBarricades
Les autres vont tenter la dernière conférence nationale en avril 1969, qui réunit 30 comités parisiens et 15 provinciaux pour lancer une « campagne baccalauréat » et la presse va relayer l’information. Parmi eux, Maurice Najman et Bernard Schalscha du lycée Jacques-Decour à Paris,, Joël Grynbaum, du Lycée Turgot de Paris et Nicolas Baby. Les frères Joseph Morder (cinéaste) et Robi Morder (historien) font partie de la nébuleuse, mais sans prendre de responsabilités politiques.
Mais ce qui demeure des CAL se trouve dans l’incapacité de sortir le matériel et ne peut imprimer le no 4 du journal (Barricades) faute de moyens, car la direction leur a coupé les vivres. Résultat, au printemps 1969, le mouvement autour du principe de comité d'action lycéen est en difficulté : il n’y a plus vraiment de CAL, en raison des divisions en son sein. Ils se retournent vers la création de ce qui se veut plus un mouvement de jeunesse qu'un parti, l'Alliance marxiste révolutionnaire, créée plus tard en 1969.

### Relance du journalBarricadeset fin des CAL à l'automne 1969
Malgré le rapprochement avec les Comités d’action des établissements techniques (CAET) et une tentative de relance du journal Barricades par Maurice Ronai et Nicolas Baby dans le sillage de cette campagne contre le Baccalauréat, les CAL disparaissent fin 1969 comme organisation nationale. En septembre, la Ligue Communiste annonce la fin des Comités d’action lycéens lors d'une conférence de presse.
L'Alliance marxiste révolutionnaire (AMR), la Jeunesse étudiante chrétienne (JEC) et quelques autres tentent de maintenir une autre perspective en créant en 1969/1970 un Centre de luttes lycéens (CLL) qui se réunit au local de la JEC, rue Linné, et édite un bulletin de liaisons, mais ce n’est pas une organisation.

## Chronologie
- 2 avril 1966 : Jeunesse communiste révolutionnaire fondée à partir du secteur Sorbonne-Lettres de l'Union des étudiants communistes
- 25 mai 1966 : Six heures de la Mutualité, pour le Vietnam, avec l'UNEF, Laurent Schwartz (mathématicien), Jean-Paul Sartre et Vladimir Jankélévitch, devant plusieurs milliers de personnes.
- septembre 1966 : le mathématicien Laurent Schwartz annonce qu'il fondera le Comité Vietnam national (CVN).
- rentrée 1966 : Maurice Najman fonde avec Michel Recanati, l'esquisse du premier comité Vietnam lycéen (CVL)[5] au Collège-lycée Jacques-Decour.
- rentrée 1966 : Joël Grynbaum créé un comité Vietnam lycéen (CVL) au Lycée Turgot et Nicolas Baby au lycée Henri-IV.
- novembre 1966 : création du Tribunal Russell sur le Vietnam.
- 30 novembre 1966 : le Comité Vietnam national est constitué[44].
- 11 décembre 1966 : création de l'UJC (ml)[44].
- 15 décembre 1966 : Joël Grynbaum et les militants du lycée Turgot de Paris organisent une réunion publique avec Madeleine Rebérioux[45], responsable du collectif universitaire intersyndical contre la guerre du Viêt Nam.
- Début 1967 : création des Comités Viêtnam de base (CVB), rivaux du Comité Vietnam national[44].
- 20 février 1967 : meeting central du Comité Vietnam national pour entendre les premières conclusions du Tribunal Russell sur le Vietnam[45].
- janvier 1967 : publication du livre de Bertrand Russell, Crimes de guerre au Vietnam.
- janvier-février 1967: Ier Congrès de l'UJC (ml).
- 28 février 1967 : meeting de centaines de lycéens au Cinéma Monge[9] autour de Jacques Decornoy, Me Léo Matarasso, avocat d'Henri Alleg, Jean-Pierre Vigier (physicien), Claude Roy (écrivain), le chanteur Marcel Mouloudji et le reporter communiste Roger Pic qui projette son film Malgré l'escalade[45] réalisé au Vietnam[46].
- 7 avril 1967 : mobilisation contre l’exclusion de Nicolas Baby du lycée Henri-IV.
- 9 mai 1967 : "États généraux de l'Université de Paris pour la paix au Vientam", à la Mutualité avec forte participation lycéenne et incursion de l'extrême droite[45].
- 21 octobre 1967 : succès de la journée unitaire contre la Guerre du Viêt Nam.
- 16 octobre 1967 : Joan Baez mise en prison aux États-Unis, le MJCF organise des pétitions dans les lycées, contestées par l'administration[14].
- Le 9 novembre 1967, un tract commun de l'UNEF et de divers syndicats de la FEN lance une manifestation de plusieurs milliers de personnes[15]: étudiants et lycéens se mobilisent à l'appel de l'UNEF contre le Plan Fouchet et contre les Ordonnances sur la Sécurité sociale[16].
- 13 novembre 1967 : interdiction de toute activité politique au sein du Lycée Romain Rolland d'Argenteuil[14].
- 26 novembre 1967 : manifestation nationale de la Jeunesse communiste patronnée par Jean Ferrat, avec comme slogan « Un bateau pour le Viet-Nam »[14]
- 13 décembre 1967 : dans plusieurs lycées parisiens où existent des « Comités Viet Nam Lycéens » (CVL), des militants arrivent à entraîner dans la grève des terminale et participent, dans les cortèges de l'UNEF, aux manifestations intersyndicales[17]. Certains lycées parisiens sont en grève le 13 décembre, jour de l'appel de l'UNEF.
- 15 décembre 1967 : l'UNEF encourage la formation du premier Comité d’action lycéen (CAL), lors d’un meeting de 100/120 lycéens lycée Jacques Decour, Maurice Najman y prend une part très active[16],[22].
- 6 février 1968 : l’autorisation de fumer acquise par une circulaire du proviseur, après des protestations au Lycée Romain Rolland d'Argenteuil[14].
- janvier 1968 : mobilisation contre l’exclusion de Romain Goupil du lycée Condorcet.
- 17 et 18 février 68 : grande manifestation européenne pour le Vietnam à Berlin.
- 1er juin 1968 : fondation du journal des CAL, Barricades.
- septembre 68 : le bureau national des CAL publié aux Éditions du Seuil, sous le titre Les Lycéens gardent la parole, une synthèse de 250 cahiers de revendications éditée par une équipe réunissant Jean-Pierre Bidegain, Isabelle Bidegain, Patrick Fillioud, Patrick Favrel-Lecomte, François Lentin, Michel Recanati, et Hélène Viard[39].
- automne 1968 : le congrès des CAL, qui représente 150 CAL[23], voit l'opposition naître entre ceux qui préfèrent orientation de type plutôt syndicale, pour rester unis, et ceux de la JCR, qui veulent tout consacrer sur le futur parti politique, la Ligue communiste, fondée en avril 1969.
- avril 1969 : conférence nationale qui réunit 30 comités lycéens parisiens et 15 provinciaux[23] pour lancer une « campagne baccalauréat », qui ne verra pas le jour.
- 6 octobre 1969 : un article du Nouvel Observateur mentionne le projet de relancer le journal des CAL, Barricades', en veillant à son indépendance et précise que « Barricades » souhaite tirer à 5 000 exemplaires, grâce aux relations d'un de ses rédacteurs, Nicolas Baby dans le milieu de l’art.
- automne 1969 : Barricades, « journal de la jeunesse en lutte », est relancé au lycée Jacques Decour de Paris[47] par Maurice Ronai et Nicolas Baby. Il se définit comme l'organe des CAL et des comités d'action de l'Enseignement Technique (CAET)[47].

## La reprise du concept de coordination
C'est l'outil « coordination » qui sera utilisé ultérieurement lors des grandes mobilisations ponctuelles des lycéens, à l'initiative des organisations d'extrême gauche d'abord, avant de devenir une forme quasi-naturelle du répertoire d'action lycéen.
Sans forcément de référence à Mai 68, lors de mobilisations lycéennes des groupes reprennent le nom de CAL, en 1986 contre la loi Devaquet, en 1990 pour obtenir des moyens pour l'éducation, en 1998 contre Claude Allègre.
Depuis 2000, des CAL apparaissent plus fréquemment d'abord en province à Montpellier et à Rennes, pour protester contre la guerre d'Irak et la montée du Front national, puis à Paris à l'initiative de militants d'extrême gauche.
En 2005, les CAL et la Coordination nationale des lycéens ont conduit, avec la FIDL et l'UNL, le mouvement contre la loi Fillon.
En janvier 2008, à la suite du mouvement contre la loi LRU, les lycéens de Nantes se retrouvent pour former le Comité d'action lycéen Nantes 44. Composé d'indépendants et de membres d'associations lycéennes, il organise la mobilisation contre les suppressions de postes dans l'Éducation nationale à partir d'avril 2008.
Les CAL n'ont pas d'existence légale ou formelle, même s'il peut arriver qu'ils se maintiennent sur plusieurs années. Ce fut le cas à Chartres où le CAL fut lancé en 2006 lors du mouvement contre le CPE notamment par Eloi Simon, Elian Moreau, Anthony Brondel et Camille Posé.
Certains se coordonnent, notamment en période de mouvement, mais on ne peut pas parler de structuration nationale permanente.

### Vidéo
- Raymond Vouillamoz, La Folie Nanterre, 20 mars 1969, Radio télévision suisse, voir en ligne.
- Philippe Roziès, Lutter... ici et maintenant, LCP-Assemblée nationale, Kuiv productions, 2013, 60 minutes, voir en ligne.